# Karel Horák (stavitel)

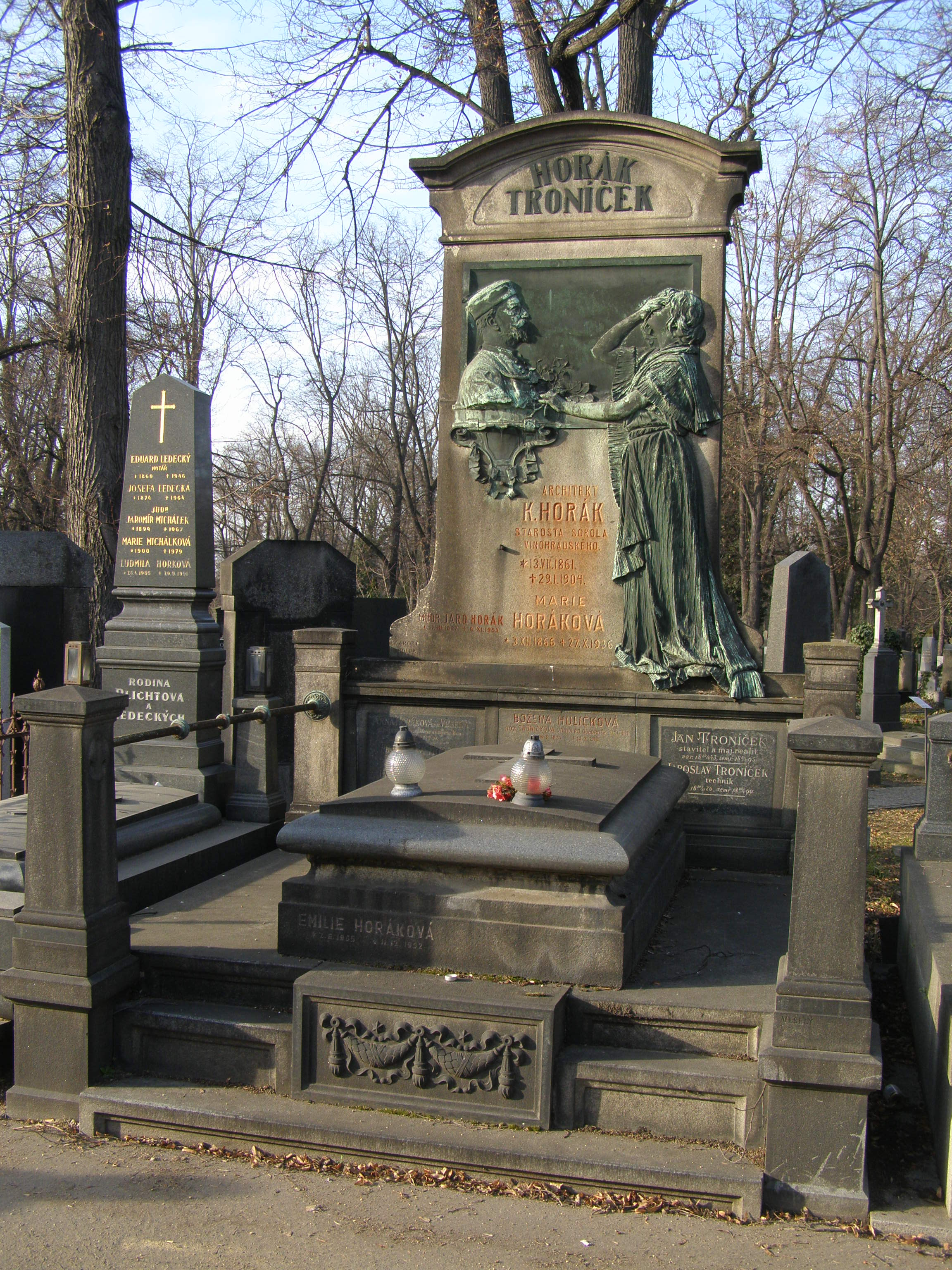
Hrobka stavitele Karla Horáka od akademického sochaře Vilíma Amorta na Olšanských hřbitovech v Praze

Karel Horák (19. července 1861 Praha — 29. ledna 1904 Královské Vinohrady) byl český architekt a stavitel, radní města Královské Vinohrady a starosta vinohradského Sokola.

## Život
Narodil se v Praze rodičům Františku Horákovi a jeho ženě Anně, rozené Veselé, pokřtěn byl v kostele svatého Štěpána na Novém Městě. V dětství navštěvoval Tyršův tělovýchovný ústav a posléze se stal členem Sokola pražského. Vystudoval stavitelství.
Karel Horák zemřel 29. ledna 1904 na Královských Vinohradech ve věku 43 let. Pohřben byl v hrobce na Olšanských hřbitovech. Autorem výzdoby hrobky je sochař Vilém Amort.

### Rodinný život
Dne 8. února 1892 se oženil s Marií, rozenou Landovou (*1866), se kterou měl syny Radima, Jiřího a Jaroslava.

## Dílo

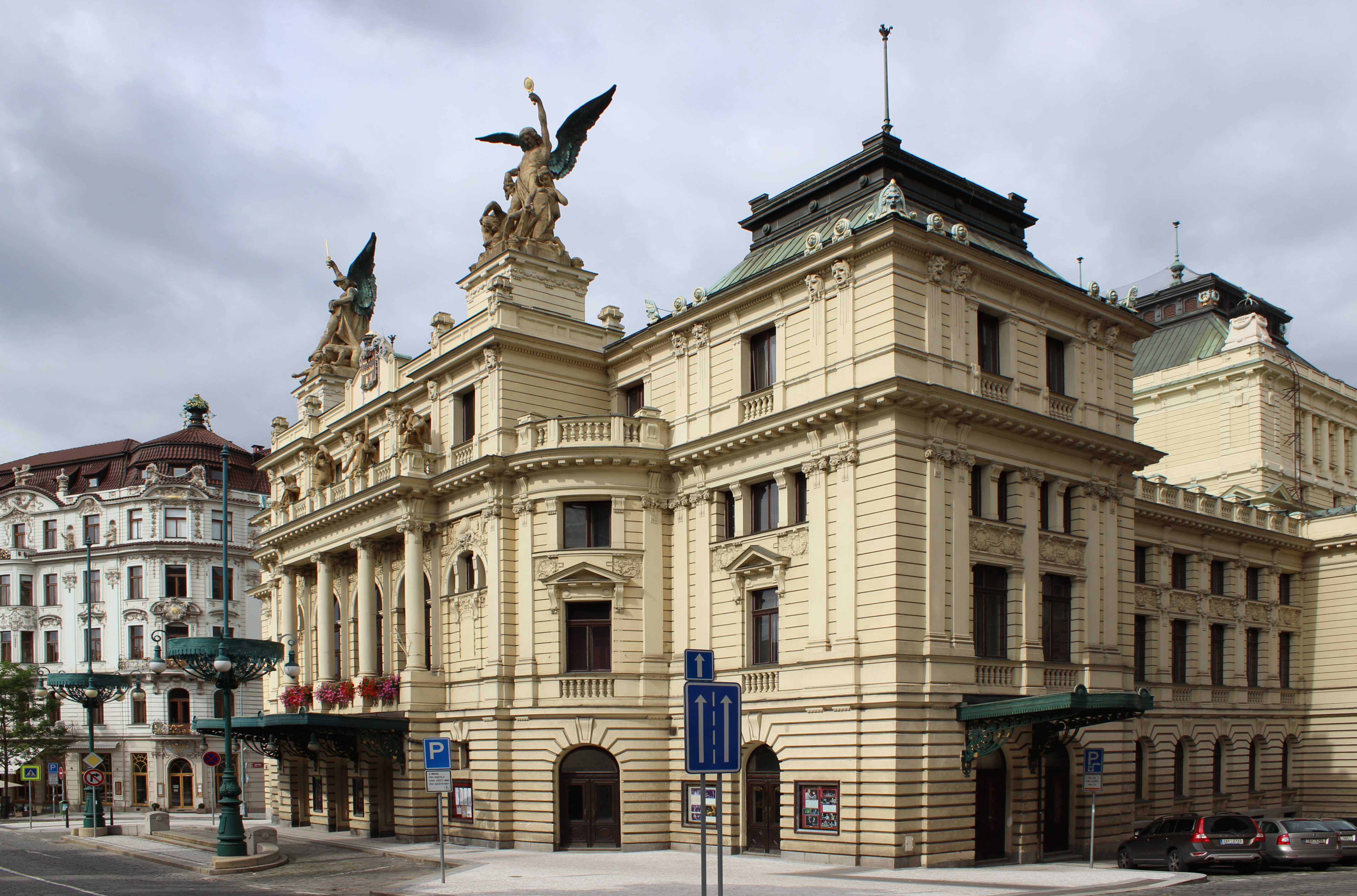
Vinohradské divadlo

Roku se Horák spolupodílel na založení vinohradské sokolské organizace. V letech 1889 až 1890 zastával funkci náčelníka, s jednotou se zúčastnil II. všesokolského sletu na pražském Strahově. Významně se podílel na vzniku vinohradské sokolské tělocvičny, která byla zřízena v útrobách Národního domu postaveného na Purkyňově náměstí (později Náměstí Míru) roku 1894.
Podnikal jako stavitel a architekt: podílel se na stavbě Vinohradského divadla, provedl realizaci řady činžovních domů na Královských Vinohradech, roku 1898 byl také autorem návrhu Vinohradské nemocnice s unikátní pavilonovou koncepcí dokončené roku 1902. Zastával také funkci radního a II. místostarosty na vinohradské radnici. Vlastnil též několik domů. 